# ۴ بازی (فیلم)
۴ بازی (انگلیسی: 4 Play) فیلمی در ژانر کمدی رمانتیک است که در سال ۲۰۱۰ منتشر شد. در همان سال در سه رده نامزد جایزه فیلم غنا شد و در نهایت جایزه بهترین بازیگر نقش مکمل زن را دریافت کرد.